# Suottasjjávrre
Suottasjjávrre, enligt tidigare ortografi Suottas-Jaure, är en sjö i Jokkmokks kommun i Lappland och ingår i Luleälvens huvudavrinningsområde. Sjön har en area på 1,15 kvadratkilometer och ligger 912 meter över havet. Suottas-Jaure ligger i Sarek Natura 2000-område.

## Delavrinningsområde
Suottasjjávrre ingår i det delavrinningsområde (749349-157687) som SMHI kallar för Utloppet av Suottas-Jaure. Medelhöjden är 944 meter över havet och ytan är 7,34 kvadratkilometer. Det finns inga avrinningsområden uppströms utan avrinningsområdet är högsta punkten. Suottasjjåhkå som avvattnar avrinningsområdet har biflödesordning 3, vilket innebär att vattnet flödar genom totalt 3 vattendrag innan det når havet efter 393 kilometer. Avrinningsområdet består mestadels av kalfjäll (80 procent). Avrinningsområdet har 1,19 kvadratkilometer vattenytor vilket ger det en sjöprocent på 16,2 procent.